# Спасение людей и имущества при пожаре

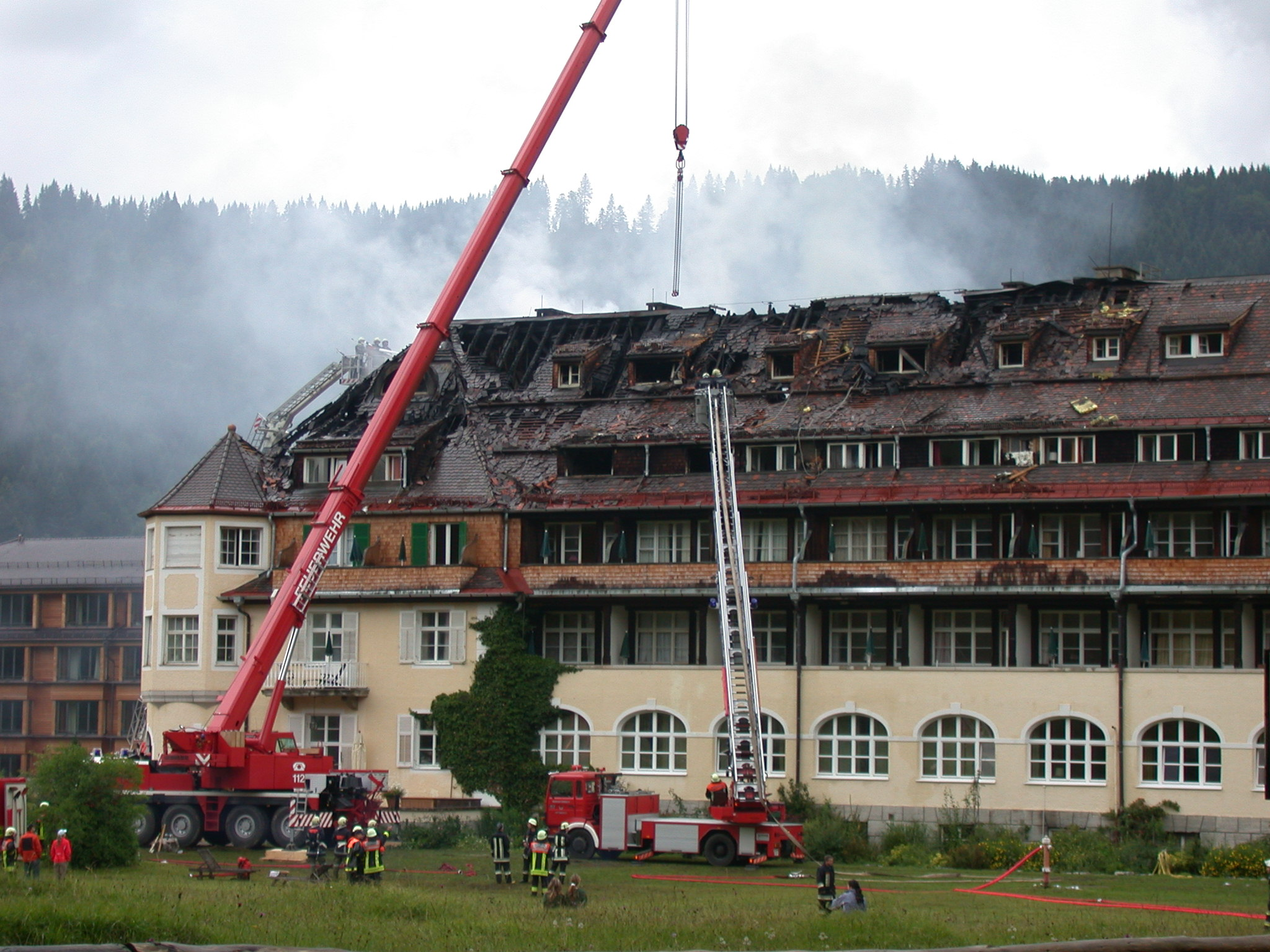
Аварийно-спасательные работы с использованием пожарного крана, Германия

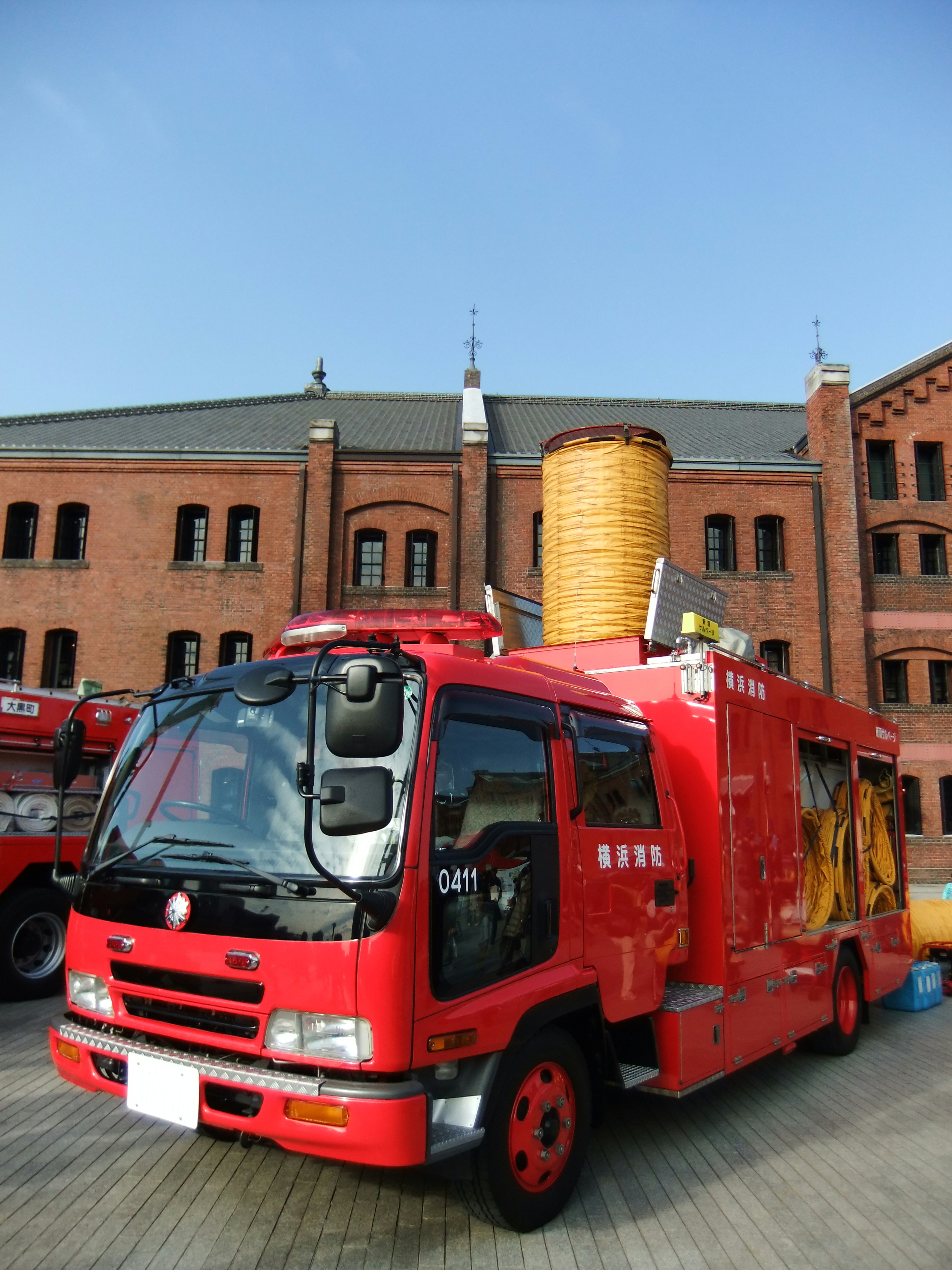
Автомобиль дымоудаления и подачи высокократной пены

Аварийно-спасательные работы, связанные с тушением пожаров — действия при пожаре, направленные на розыск пострадавших и извлечение их из горящих зданий, загазованных, задымлённых и затопленных помещений или завалов; вскрытие разрушенных помещений и спасение находящихся в них людей; организацию эвакуации материальных и культурных ценностей из опасной зоны; защиту окружающей среды от воздействия опасных факторов пожара. Проведение аварийно-спасательных работ в зоне пожаров зависит от вида развившихся в ней пожаров: отдельные пожары, сплошные пожары (включая огненный шторм), пожары в завалах.
Сложившаяся система пожарной безопасности предусматривает эвакуацию людей при пожаре в безопасные зоны с последующим прибытием пожарных для тушения. Если система обеспечения пожарной безопасности объекта не выполнила свои функции полностью, то пожарные занимаются спасением людей и тушением. Если персонал должен организовывать эвакуацию (объекты социальной сферы), либо выполнять технологические операции, обеспечивающие безопасность объекта (крупные объекты промышленности и энергетики), то эти действия выходят за рамки законодательства в области пожарной безопасности. Для организаций, эксплуатирующих опасные производственные объекты, обязательно заключение договоров на проведение аварийно-спасательных работ, связанных с тушением пожаров. При этом аварийно-спасательная служба или формирование с которым заключается договор, должна иметь аттестацию по этому виду работ.

## История

### СССР и Россия
В СССР борьба с пожарами в рамках гражданской обороны относилась к спасательным и неотложным аварийно-восстановительным работам.
Чернобыльская авария показала необходимость создания подразделений быстрого реагирования для проведения первоочередных аварийно-спасательных работ связанных с  тушения пожаров при чрезвычайных ситуациях на подобных объектах. Пожарная охрана была преобразована в противопожарную и аварийно-спасательную службу МВД СССР. В 1991 году был создан Государственный Комитет РСФСР по чрезвычайным ситуациям и в 1993 году Служба противопожарных и аварийно-спасательных работ была преобразована в Государственную противопожарную службу МВД России.:20

### США

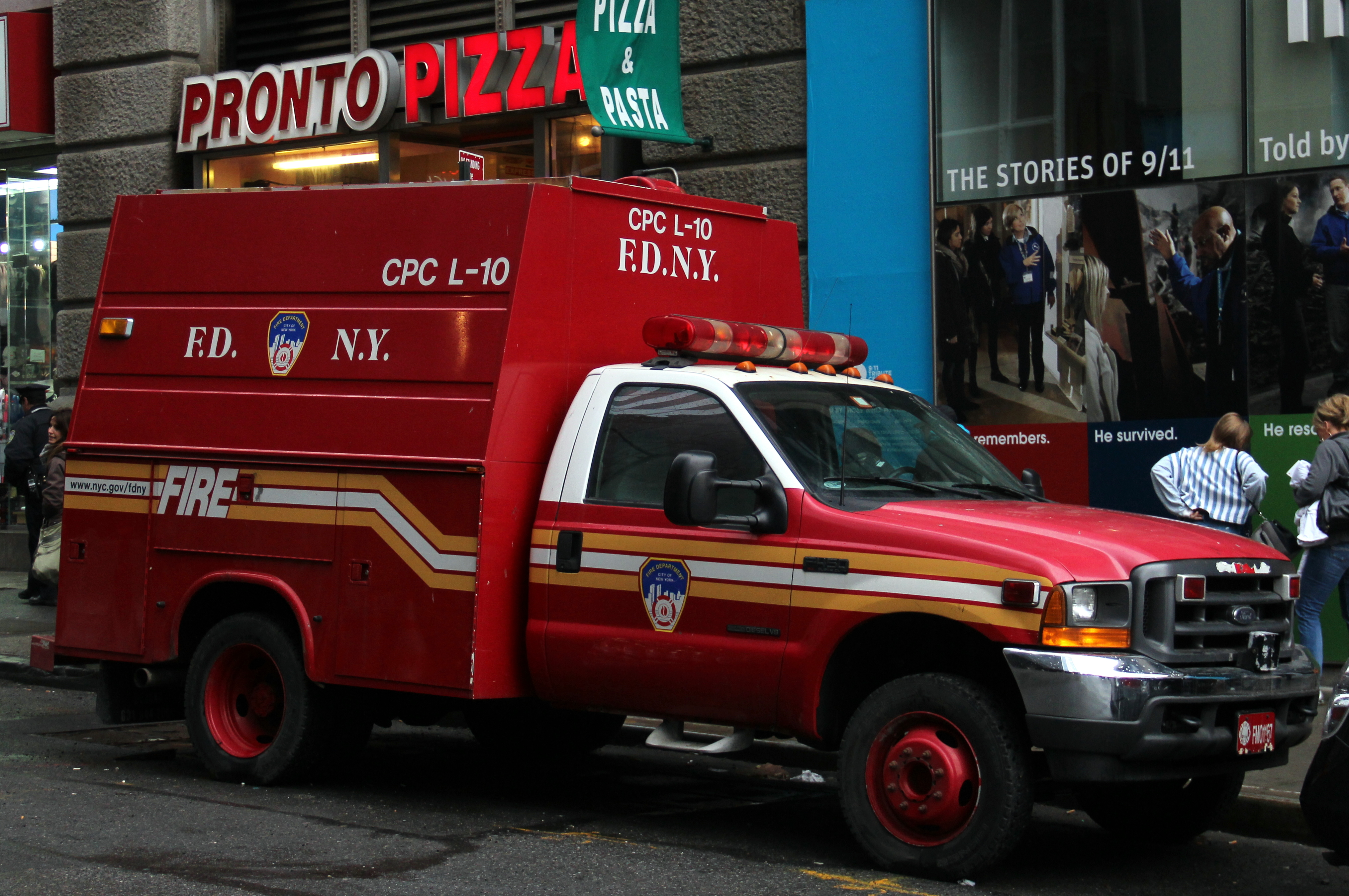
Автомобиль Пожарного патруля Нью-Йорка

В США 1839–2006 годах функционировал Пожарный патруль Нью-Йорка, который являлся органом страховых обществ. Термин "патруль" в названии связан с тем, что производилось патрулирование всего города с 7 часов вечера до 5 утра.  При получении сообщения о пожаре от городской пожарной команды, они выезжали на каждый пожар для спасения имущества от огня и воды. Имущество либо выносилось, либо его покрывали внутри здания кусками непромокаемой ткани. В различных частях города были организованы три станции, персонал был набран из городских пожарных команд и подчинен трём офицерам. Патруль прибывал на пожар, как правило, ранее городской команды. При тесном взаимодействии с городскими пожарными патрульные играли в спасении людей на пожарах существенную роль. Техника была оснащена спасательным оборудованием и оборудованием для тушения небольших возгораний.

### Великобритания
В XIX веке в Лондоне существовало спасательное отделение, составленное только из женщин. Его целью было спасения при пожарах в ночное время женщин. Такие же отделения существовали и в некоторых других городах Англии.

### Древний Рим
Наряду с сотнями, которые занимались подачей воды на пожары и тушением пожаров, имелась специальная спасательная центурия, в задачу которой входило спасение людей на пожарах. Для этого у горящего здания расстилались толстые матрацы, на которые могли выпрыгивать люди из верхних этажей.

## Защита от поражающих факторов
Пожары сопровождаются выделением токсичных продуктов горения, снижением концентрации кислорода, ухудшением видимости. В результате создается среда, непригодная для дыхания и с плохой видимостью. Это затрудняет, а иногда делает невозможными, эвакуацию и спасание людей, животных и материальных ценностей, тушение пожара.:5 Для проведения работ возможно использование коллективных способов, либо использование средств индивидуальной защиты органов дыхания и зрения газодымозащитниками,:10 использование самоспасателей для эвакуации и спасения людей. К коллективным способам относятся использование пожарных автомобилей дымоудаления, дымососов, осаждение дыма распыленной водой из пожарных стволов, использование стационарных систем дымоудаления.:9
Для ограничение или предотвращения воздействия поражающих факторов пожара возможно локализация очагов поражения, подавление и уменьшение уровня воздействия поражающих факторов. Она достигается постановкой водяных завес, созданим при лесных и торфяных пожарах минерализованных полос, пропуском встречного огненного пала, созданием заградительных рвов, затоплением участков торфяного пожара водой. В горящих и задымленных  зданиях в комплексе с мероприятиями по локализации пожара и тушению осуществляются противодымные мероприятия.

## Спасение людей
Если пожар будет запущен в начальной стадии в здании с несколькими сотнями или тысячами человек, то рядовое пожарное подразделение не сможет эффективно организовать и выполнить крупномасштабную спасательную операцию. Такое подразделение в состоянии тушить ординарные пожары и спасать несколько или первые десятки человек, но не более. Для спасения одновременно большего количества людей нужны специализированные противопожарные или аварийно-спасательные подразделения.

### Аварийная разведка и спасение пожарных
В настоящее время наличие возможностей и ресурсов для спасения пожарных является обязательным для всех подразделений пожарной охраны США. Для этого создаются команды немедленного реагирования — специально созданные группы из 4…6 наиболее подготовленных пожарных для эвакуации травмированного, потерявшего сознание, заблокированного или потерявшего ориентацию в пространстве пожарного с места тушения пожара.

## Материальные ценности и животные

### Водозащитная служба
Вода — наиболее распространенное огнетушащее вещество. При тушении пожара она является причиной значительного ущерба для имущества в негорящих помещениях на ниже расположенных этажах, вызывает намокание строительных конструкций, накопление избыточного количества воды, может вызвать обрушение здания. Ценное имущество накрывается брезентом, полиэтиленовыми накидками или эвакуируется из зданий. Для уборки воды из помещений используют гидроэлеваторы и водоуборочные эжекторы. Уборка избыточно пролитой воды важна для обеспечения безопасности пожарных от поражения электрическим током при невозможности отключить электропитание во всем здании.:144

## Обесточивание
Если другими приёмами (снятие напряжения персоналом, использование выключателей) обесточивание произвести невозможно, провода и кабели напряжением не более 220 В может резать пожарный-спасатель специальным инструментом и с применением средств индивидуальной защиты от поражения электрическим током.:216

## Газодымозащитные службы и формирования
Пожарно-спасательное формирование  — самостоятельное формирование, либо часть аварийно-спасательной службы, состав, средства защиты и техника которого позволяют ему решать задачи, связанные с чрезвычайными ситуациями, отягощенными наличием опасных факторов пожара, а также выполнять аварийно-спасательные работы на месте пожара.

### Газодымозащитная деятельность пожарной охраны

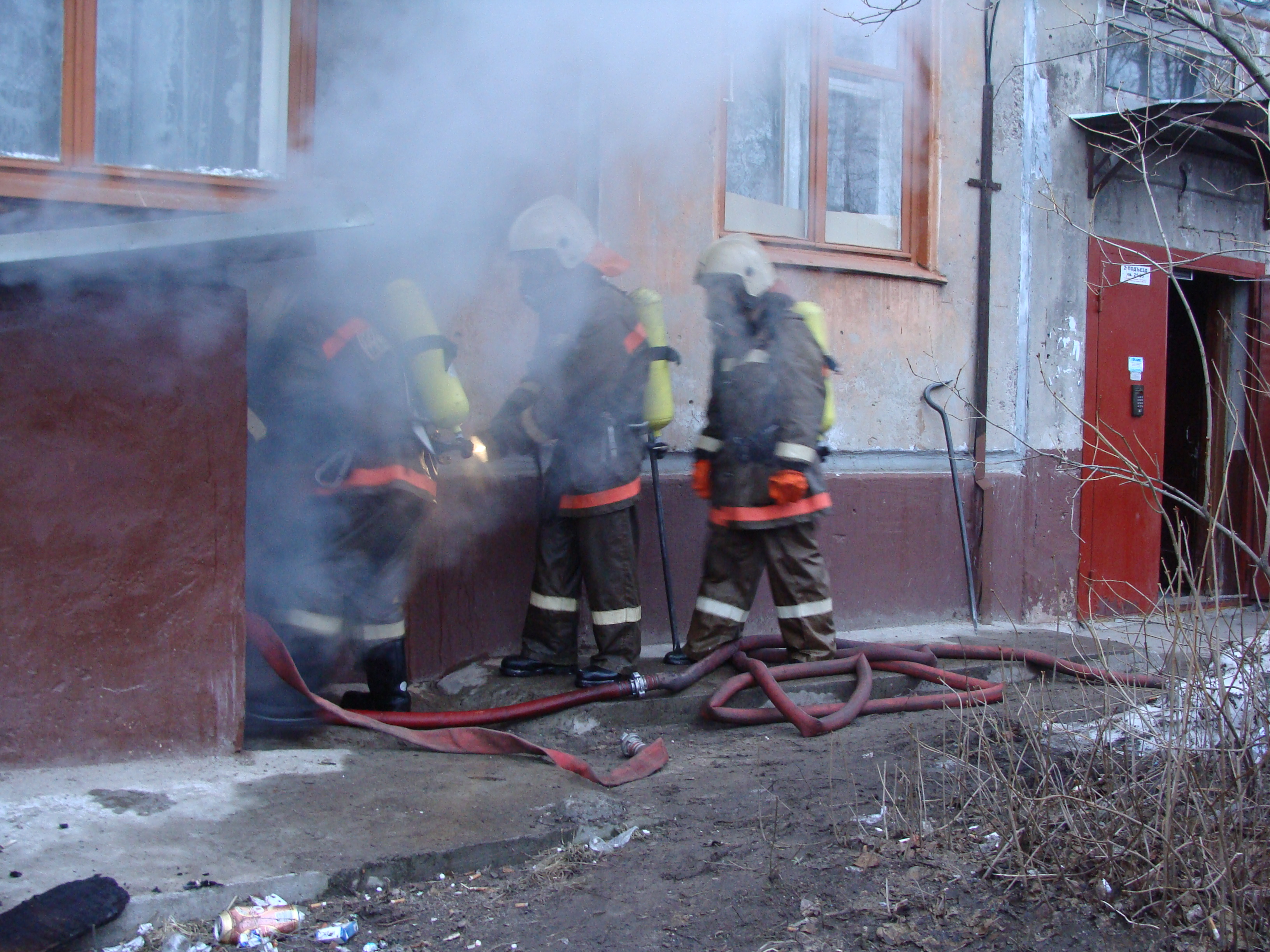
Газодымозащитники идут в горящий подвал

Газодымозащитная служба — специальная служба пожарной охраны, организуемая для аварийно-спасательных работ и тушения пожаров в непригодной для дыхания среде. Может быть создана в подразделении пожарной охраны, имеющих численность газодымозащитников в одном карауле более 3 чел. В данном случае термин "служба" означает не организацию, а деятельность по обеспечению готовности пожарной охраны к тушению пожаров и проведению аварийно-спасательных работ.

### Газодымозащитник
Газодымозащитники должны быть аттестованы для работы в непригодной для дыхания среде. За газодымозащитником персонально закрепляется дыхательный аппарат со сжатым воздухом или дыхательный аппарат со сжатым кислородом. Работа газодымозащитников характеризуется психическими и эмоциональными воздействиями, большим физическим напряжением, работой в ограниченном пространстве, кроме того, газодымозащитнику необходимо постоянно следить за своим аппаратом, от правильности работы которого зависит его жизнь.

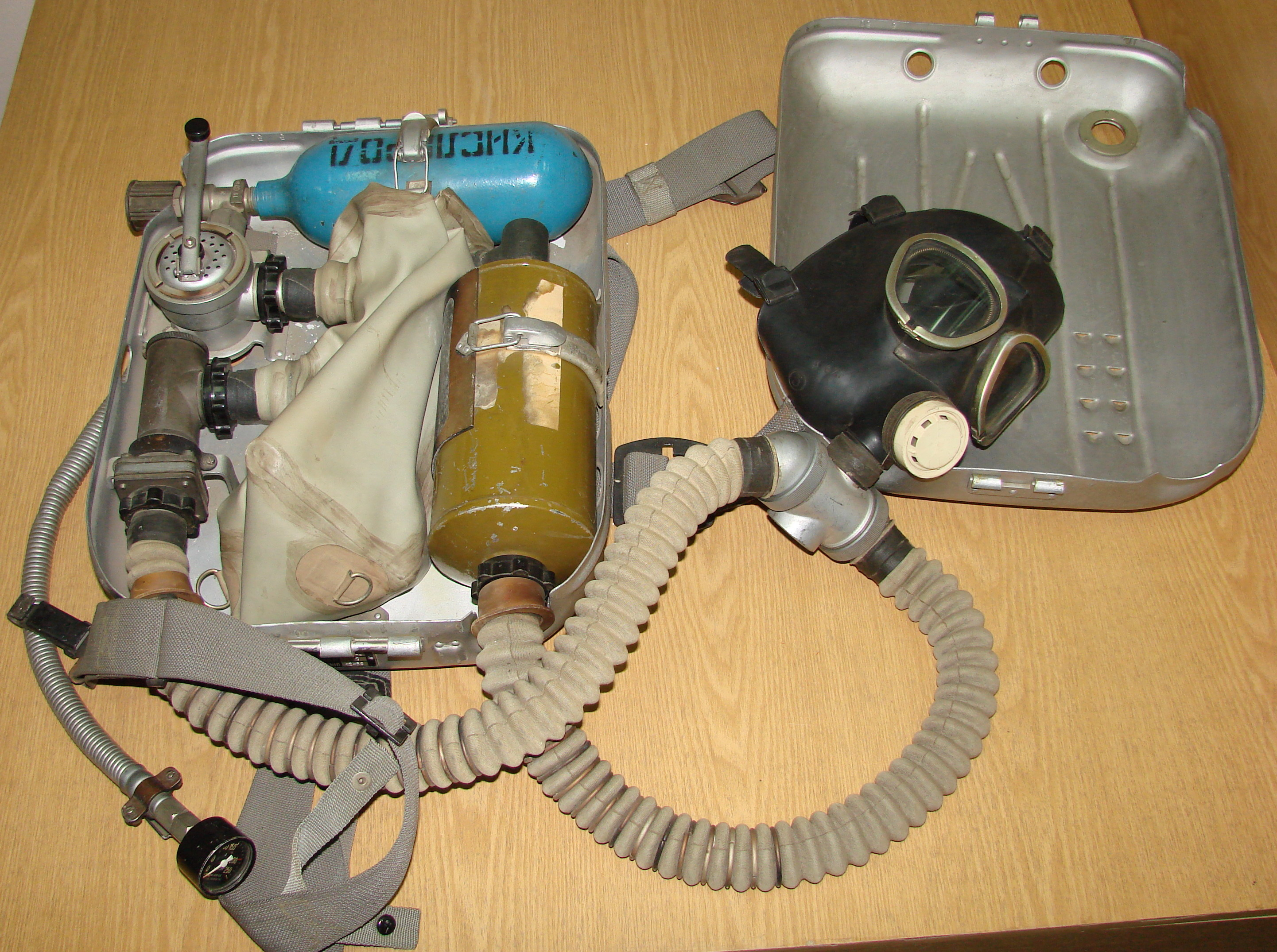
Кислородный изолирующий противогаз КИП-8

Первое в СССР отделение газодымозащитной службы  было включено в боевой расчет 1 мая 1933 года